# Attila Ferjáncz
Attila Ferjáncz, né le 12 juillet 1946 à Budapest et mort le 23 avril 2016, est un ancien pilote de rallye hongrois.

## Biographie
La carrière en compétition automobile d'A. Ferjáncz a débuté en 1964, alors qu'il était à peine âgé de 18 ans. Dès 1966, il fut champion de classe de Hongrie, en 1 000 cm3. En 1967, il passe sur Opel Kadett Coupé, remportant alors le titre en 1 300 cm3.
En 1968, toutes les compétitions sportives sont suspendues, du fait des graves évènements politiques que traverse le pays. De 1969 à 1973, il est vainqueur de classe 1 300 cm3 (sur Renault 8 Gordini en 1969, 1970 et 1971), puis 1 600 cm3 (sur Renault 12 Gordini en 1972 et 1973).
Ce pilote a remporté à neuf reprises le titre national de Champion des rallyes de son pays (record) toutes classes confondues (dès la seconde édition - en 1976). Il devance ses compatriotes János Tóth (sept titres - 1995, 1996, 1997, 2000, 2001, 2002 et 2005), et László Ranga (six titres - 1987, 1988, 1991, 1992, 1993 et 1994). Sa carrière européenne s'est achevée en 1991 au rallye Semperit d'Autriche, après avoir pu disputer 70 courses comptabilisées en ERC depuis 1974. Sa seule course en WRC fut lors du rallye de l'Acropole en 1989. János Tandari a été son copilote de 1977 à 1991.
Sa participation lors de courses nationales s'est achevée en 1998, après 34 années derrière un volant. Il est ensuite devenu Président de la MNASZ (Association Nationale Hongroise de Sport Automobile) de 1999 à 2007, puis de nouveau de 2008 jusqu'à aujourd'hui. Il est également membre de bureau de la Fédération sportive nationale de Hongrie depuis 2000.

## Palmarès

### Titres
- 3e du Championnat d'Europe des rallyes : 1981 (derrière Adartico Vudafieri et Jean-Claude Andruet) (4e en 1986, et 5e en 1987);
- Neuf fois Champion de Hongrie des rallyes (en) (toutes classes confondues, de 1976 à 1982 pour l'équipe Volán SC) : en 1976 (2e édition), 1977, 1978, 1979, 1980, 1981, 1982, 1985 et 1990:
  - 1976 : copilote Ferenc Iriczfalvy, sur Renault 17 Gordini du team Volán SC;
  - 1977 à 1982 : copilote János Tandari, sur Renault 5 Alpine du team Volán SC;
  - 1985 : copilote János Tandari, sur Audi Quattro A2 du team Váci AJ;
  - 1990 : copilote János Tandari, sur Lancia Delta Integrale du team Novotrade-Navigátor;
- Précédemment Champion de Hongrie des rallyes de classe 1.3 en 1972 et 1973, sur Renault 12 Gordini[2].

### 21 victoires enchampionnat d'Europe (ERC)
- Rallye de Bulgarie : 1974, avec Jenő Zsemberi sur Renault 12 Gordini;
- Rallye des Monts Taurus: 1977 et 1978, avec János Tandari sur  Renault 17 Gordini puis Renault 5 Alpine;
- Rallye de Yougoslavie : 1980, avec  J. Tandari sur Renault 5 Alpine;
- Rallye du Danube (Roumanie): 1981, 1983, 1984 et 1985, avec J. Tandari sur Renault 5 Alpine;
- Rallye Hebros (Bulgare) : 1981, 1982, 1984, 1986, 1987, 1988 et 1989, avec J. Tandari sur Renault 5 Alpine (3), puis Audi Quattro A2 (1), Audi Coupé Quattro (2), et Lancia Delta Integrale 16v (1);
- Rallye Skoda (Tchécoslovaque) : 1982, avec J. Tandari sur Renault 5 Alpine;
- Rallye Vida (Bulgare) : 1985 et 1986, avec J. Tandari sur Renault 5 Alpine puis Audi Quattro A2;
- Rallye de Tchéquie : 1987, avec J. Tandari sur Audi 90 Quattrro;
- Rallye de Pologne : 1987, avec J. Tandari sur Audi Quattro Coupé;
- Rallye de Bohême : 1987, avec J. Tandari sur Audi 90 Quattro;
  - 2e du rallye de Bulgarie (Rally Albena-Zlatni Piassatzi-Sliven) en 1986, sur Audi Quattro A2 (team Rothmans Racing);
  - 2e du rallye ELPA Halkidikis grec en 1986 (même copilote et même équipe);
  - 2e du rallye de Pologne en 1988 (même copilote et même équipe).

### 29 victoires en championnat de Hongrie
- ...dont le Rallye Mecsek de Hongrie à 12 reprises : 1969 à 1976, 1978, 1980, 1988, et 1995.

## Distinctions
- Croix de Chevalier de l'Ordre du Mérite Hongrois : 2000;
- Médaille du Sport de Hongrie : 1981;
- Coureur automobile hongrois de l'année : à 12 reprises, en  1972, 1974 à 1982, 1986 et 1987.